# 庫拉希夫卡
48°1′40″N 37°22′31″E / 48.02778°N 37.37528°E
庫拉希夫卡（烏克蘭語：Курахівка），是烏克蘭的市級鎮，位於該國東部頓涅茨克州，處於沃夫恰河畔，該鎮有採礦業，2011年人口3,166，其中大部分居民信奉東正教。2024年11月3日，俄羅斯武裝部隊隨波克羅夫斯克攻勢中的庫拉霍韋戰役佔領此村。